# Tanjona Vilanandro

Geologische Karte des Kap Saint André in Madagaskar. 1923

Das Tanjona Vilanandro, französisch cap Saint-André ist ein Kap im Nordwesten von Madagaskar. 

## Geographie
Das Kap ist einer der Punkte der Insel Madagaskar, welche die kürzeste Entfernung zum afrikanischen Festland haben. Das Kap erstreckt sich in die Straße von Mosambik. Es liegt zusammen mit dem Cap Fongony im äußersten Westen der Provinz Mahajanga in deren südlichem Teil, der Region Melaky. 
Der Fluss Anjakaboro mündet kurz hinter dem Kap im Osten bei Vilamatsa in die Straße von Mosambik. An der Küste haben sich zahlreiche Nehrungen gebildet.
Am Kap steht ein Leuchtfeuer.